# STCC 2018
La stagione 2018 del Scandinavian Touring Car Championship è la nona edizione del campionato, la seconda dopo l'adozione delle specifiche TCR. È iniziata il 4 maggio al Ring Knutstorp ed è terminata il 22 settembre a Mantorp Park. Johan Kristoffersson, su Volkswagen Golf GTI TCR, si è aggiudicato il suo secondo titolo scandinavo in carriera, mentre la PWR Racing si è aggiudicata il titolo scuderie. Philip Morin, su CUPRA TCR, si è invece aggiudicato il titolo piloti junior.

## Scuderie e piloti
| Scuderia                       | Vettura                 | #  | Pilota                    | Gare   |
| ------------------------------ | ----------------------- | -- | ------------------------- | ------ |
| PWR Racing - SEAT Dealer Team  | CUPRA TCR               | 1  | Robert Dahlgren           | 1-6    |
| PWR Racing - SEAT Dealer Team  | CUPRA TCR               | 19 | Mikaela Åhlin-Kottulinsky | 1-6    |
| PWR Racing - SEAT Dealer Team  | CUPRA TCR               | 37 | Daniel Haglöf             | 1-6    |
| PWR Racing - SEAT Dealer Team  | CUPRA TCR               | 86 | Philip Morin              | 1-6    |
| PWR Racing - Customer Team     | Audi RS3 LMS TCR        | 59 | Peter Wallenberg          | 1-4, 6 |
| Volkswagen Dealer Team BAUHAUS | Volkswagen Golf GTI TCR | 3  | Johan Kristoffersson      | 1-6    |
| Volkswagen Dealer Team BAUHAUS | Volkswagen Golf GTI TCR | 69 | Hugo Nerman               | 1-6    |
| Volkswagen Dealer Team BAUHAUS | Volkswagen Golf GTI TCR | 81 | Nicklas Oscarsson         | 1-6    |
| Lestrup Racing Team            | Volkswagen Golf GTI TCR | 4  | Oliver Söderström         | 1-6    |
| Lestrup Racing Team            | Volkswagen Golf GTI TCR | 7  | Andreas Wernersson        | 1-6    |
| Experion Racing Team           | Volkswagen Golf GTI TCR | 22 | Albin Wärnelöv            | 1-6    |
| WestCoast Racing               | Volkswagen Golf GTI TCR | 14 | Fredrik Ekblom            | 1-6    |
| WestCoast Racing               | Volkswagen Golf GTI TCR | 26 | Jessica Bäckman           | 1-4, 6 |
| WestCoast Racing               | Volkswagen Golf GTI TCR | 29 | Andreas Bäckman           | 1-4, 6 |
| Micke Kågered Racing           | Volkswagen Golf GTI TCR | 15 | Oskar Krüger              | 1-3    |
| Micke Kågered Racing           | Volkswagen Golf GTI TCR | 17 | Tomas Engström            | 4, 6   |
| Micke Kågered Racing           | Volkswagen Golf GTI TCR | 21 | Andreas Ahlberg           | 1-6    |
| Honda Racing Sweden            | Honda Civic TCR         | 20 | Mattias Andersson         | 1-6    |
| Brovallen Design               | Audi RS3 LMS TCR        | 23 | Alex Andersson            | 1-4, 6 |
| Brovallen Design               | Audi RS3 LMS TCR        | 91 | Andre Kiil                | 5-6    |
| Brink Motorsport               | Audi RS3 LMS TCR        | 36 | Micke Ohlsson             | 1-6    |
| Brink Motorsport               | Audi RS3 LMS TCR        | 71 | Tobias Brink              | 1-6    |
| LMS Racing                     | CUPRA TCR               | 44 | Olli Parhankangas         | 1-6    |
| ALM Motorsport                 | SEAT León TCR           | 91 | Andre Kiil                | 2      |

## Calendario
| Gara | Gara | Circuito               | Data         | Supporto                                      |
| ---- | ---- | ---------------------- | ------------ | --------------------------------------------- |
| 1    | G1   | Ring Knutstorp         | 4 maggio     |                                               |
| 1    | G2   | Ring Knutstorp         | 5 maggio     |                                               |
| 2    | G3   | Circuito di Anderstorp | 16 giugno    | Coppa europea nordica GT4 Formula STCC Nordic |
| 2    | G4   | Circuito di Anderstorp | 17 giugno    | Coppa europea nordica GT4 Formula STCC Nordic |
| 3    | G5   | Falkenbergs Motorbana  | 7 luglio     | Formula STCC Nordic                           |
| 3    | G6   | Falkenbergs Motorbana  | 8 luglio     | Formula STCC Nordic                           |
| 4    | G7   | Karlskoga Motorstadion | 18 agosto    |                                               |
| 4    | G8   | Karlskoga Motorstadion | 19 agosto    |                                               |
| 5    | G9   | Rudskogen              | 8 settembre  | Coppa europea nordica GT4 Formula STCC Nordic |
| 5    | G10  | Rudskogen              | 9 settembre  | Coppa europea nordica GT4 Formula STCC Nordic |
| 6    | G11  | Mantorp Park           | 21 settembre | Formula STCC Nordic                           |
| 6    | G12  | Mantorp Park           | 22 settembre | Formula STCC Nordic                           |

## Risultati e classifiche

### Gare
| Gara | Circuito       | Pole position        | Giro veloce          | Pilota vincitore     | Scuderia vincitrice            |
| ---- | -------------- | -------------------- | -------------------- | -------------------- | ------------------------------ |
| 1    | Ring Knutstorp | Philip Morin         | Daniel Haglöf        | Daniel Haglöf        | PWR Racing - SEAT Dealer Team  |
| 2    | Ring Knutstorp |                      | Robert Dahlgren      | Andreas Wernersson   | Lestrup Racing Team            |
| 3    | Anderstorp     | Johan Kristoffersson | Philip Morin         | Philip Morin         | PWR Racing - SEAT Dealer Team  |
| 4    | Anderstorp     |                      | Fredrik Ekblom       | Tobias Brink         | Brink Motorsport               |
| 5    | Falkenbergs    | Robert Dahlgren      | Andreas Wernersson   | Robert Dahlgren      | PWR Racing - SEAT Dealer Team  |
| 6    | Falkenbergs    |                      | Johan Kristoffersson | Mattias Andersson    | Honda Racing Sweden            |
| 7    | Gelleråsen     | Philip Morin         | Andreas Wernersson   | Johan Kristoffersson | Volkswagen Dealer Team BAUHAUS |
| 8    | Gelleråsen     |                      | Daniel Haglöf        | Mattias Andersson    | Honda Racing Sweden            |
| 9    | Rudskogen      | Daniel Haglöf        | Johan Kristoffersson | Johan Kristoffersson | Volkswagen Dealer Team BAUHAUS |
| 10   | Rudskogen      |                      | Philip Morin         | Johan Kristoffersson | Volkswagen Dealer Team BAUHAUS |
| 11   | Mantorp Park   | Andreas Wernersson   | Johan Kristoffersson | Johan Kristoffersson | Volkswagen Dealer Team BAUHAUS |
| 12   | Mantorp Park   |                      | Daniel Haglöf        | Tobias Brink         | Brink Motorsport               |

### Classifiche

#### Classifica piloti
| Pos. | Pilota                    | KNU | KNU | AND | AND | FAL | FAL | GEL | GEL | RUD | RUD | MAN | MAN | Punti |
| ---- | ------------------------- | --- | --- | --- | --- | --- | --- | --- | --- | --- | --- | --- | --- | ----- |
| 1    | Johan Kristoffersson      | 4   | 3   | 5   | 4   | 2   | 16  | 3   | 3   | 1   | 1   | 1   | 5   | 195   |
| 2    | Robert Dahlgren           | 2   | 2   | 3   | 2   | 1   | 6   | 5   | 7   | 2   | 3   | 3   | Rit | 182   |
| 3    | Daniel Haglöf             | 1   | 5   | 2   | 19  | 3   | 10  | 1   | 5   | 3   | 5   | 5   | 2   | 174   |
| 4    | Andreas Wernersson        | 6   | 1   | 6   | 5   | 4   | 4   | 4   | 4   | 6   | 2   | 2   | 4   | 160   |
| 5    | Philip Morin              | 3   | 17  | 1   | Rit | 7   | 7   | 2   | 11  | 4   | 4   | 10  | Rit | 111   |
| 6    | Fredrik Ekblom            | 5   | 4   | 7   | 3   | 5   | 2   | 7   | 16  | 7   | 8   | 4   | 6   | 110   |
| 7    | Tobias Brink              | 17  | 6   | 17  | 1   | 9   | 3   | 6   | 6   | 11  | 11  | 11  | 1   | 93    |
| 8    | Mattias Andersson         | 10  | 10  | 4   | Rit | 6   | 1   | 10  | 2   | 13  | 6   | 8   | 3   | 93    |
| 9    | Mikaela Åhlin-Kottulinsky | 11  | 18  | 8   | 7   | 12  | 9   | Rit | 1   | 15  | 16  | 9   | 12  | 39    |
| 10   | Hugo Nerman               | 7   | 7   | 11  | 9   | 13  | 5   | 11  | 19  | 5   | 13  | Rit | 8   | 39    |
| 11   | Oliver Söderström         | 8   | 15  | 10  | 10  | Rit | 8   | 8   | 8   | 9   | 9   | 6   | Rit | 30    |
| 12   | Andreas Ahlberg           | 9   | 8   | 17  | 12  | 11  | Rit | 12  | 10  | 10  | 7   | 7   | 7   | 27    |
| 13   | Micke Ohlsson             | Rit | 9   | 16  | 6   | 8   | Rit | 9   | 9   | 8   | 10  | 13  | 16  | 23    |
| 14   | Andreas Bäckman           | Rit | 16  | 9   | 8   | 10  | 11  | 15  | 14  |     |     | 14  | 10  | 8     |
| 15   | Nicklas Oscarsson         | 12  | 11  | Rit | 16  | 14  | 17  | 17  | 12  | 12  | 12  | Rit | 9   | 2     |
| 16   | Alex Andersson            | 16  | 12  | 19  | 18  | Rit | 13  | 19  | 18  |     |     | 19  | 11  | 0     |
| 17   | Tomas Engström            |     |     |     |     |     |     | 13  | Rit |     |     | 12  | 13  | 0     |
| 18   | Peter Wallenberg          | 15  | 14  | 18  | 17  | 16  | 15  | 20  | 17  |     |     | 18  | 14  | 0     |
| 19   | Jessica Bäckman           | 13  | Rit | 14  | 14  | Rit | 12  | 14  | 13  |     |     | 17  | 15  | 0     |
| 20   | Albin Wärnelöv            | Rit | NP  | 13  | 13  | 15  | 14  | 18  | 15  | Rit | 17  | 16  | 17  | 0     |
| 21   | Andre Kiil                |     |     | 15  | 11  |     |     |     |     | 14  | 14  | 20  | 18  | 0     |
| 22   | Olli Kangas               | 18  | 13  |     |     | Rit | NP  | 16  | Rit | 16  | 15  | 15  | Rit | 0     |
| 23   | Oskar Krüger              | 14  | Rit | Rit | 15  |     |     |     |     |     |     |     |     | 0     |
| Pos. | Pilota                    | KNU | KNU | AND | AND | FAL | FAL | GEL | GEL | RUD | RUD | MAN | MAN | Punti |

| Colore  | Risultato             |
| ------- | --------------------- |
| Oro     | Vincitore             |
| Argento | 2º posto              |
| Bronzo  | 3º posto              |
| Verde   | Finito a punti        |
| Blu     | Finito senza punti    |
| Viola   | Ritirato (Rit)        |
| Viola   | Non classificato (NC) |
| Rosso   | Non qualificato (NQ)  |
| Nero    | Squalificato (SQ)     |
| Bianco  | Non partito (NP)      |
| Bianco  | Non ha gareggiato     |
| Bianco  | Infortunato (INF)     |
| Bianco  | Escluso (ES)          |
| Bianco  | Gara cancellata (C)   |

#### Junior Touring Car Championship
| Pos. | Pilota            | KNU | KNU | AND | AND | FAL | FAL | GEL | GEL | RUD | RUD | MAN | MAN | Punti |
| ---- | ----------------- | --- | --- | --- | --- | --- | --- | --- | --- | --- | --- | --- | --- | ----- |
| 1    | Philip Morin      | 3   | 17  | 1   | Rit | 7   | 7   | 2   | 11  | 4   | 4   | 10  | Rit | 212   |
| 2    | Hugo Nerman       | 7   | 7   | 11  | 9   | 13  | 5   | 11  | 19  | 5   | 13  | Rit | 8   | 191   |
| 3    | Oliver Söderström | 8   | 15  | 10  | 10  | Rit | 8   | 8   | 8   | 9   | 9   | 6   | Rit | 173   |
| 4    | Andreas Bäckman   | Rit | 16  | 9   | 8   | 10  | 11  | 15  | 14  |     |     | 14  | 10  | 137   |
| 5    | Nicklas Oscarsson | 12  | 11  | Rit | 16  | 14  | 17  | 17  | 12  | 12  | 12  | Rit | 9   | 124   |
| 6    | Jessica Bäckman   | 13  | Rit | 14  | 14  | Rit | 12  | 14  | 13  |     |     | 17  | 15  | 88    |
| 7    | Olli Kangas       | 18  | 13  |     |     | Rit | NP  | 16  | Rit | 16  | 15  | 15  | Rit | 61    |
| 8    | Oskar Krüger      | 14  | Rit | Rit | 15  |     |     |     |     |     |     |     |     | 18    |
| Pos. | Pilota            | KNU | KNU | AND | AND | FAL | FAL | GEL | GEL | RUD | RUD | MAN | MAN | Punti |

| Colore  | Risultato             |
| ------- | --------------------- |
| Oro     | Vincitore             |
| Argento | 2º posto              |
| Bronzo  | 3º posto              |
| Verde   | Finito a punti        |
| Blu     | Finito senza punti    |
| Viola   | Ritirato (Rit)        |
| Viola   | Non classificato (NC) |
| Rosso   | Non qualificato (NQ)  |
| Nero    | Squalificato (SQ)     |
| Bianco  | Non partito (NP)      |
| Bianco  | Non ha gareggiato     |
| Bianco  | Infortunato (INF)     |
| Bianco  | Escluso (ES)          |
| Bianco  | Gara cancellata (C)   |

#### Classifica scuderie
| Pos. | Scuderia                       | KNU | KNU | AND | AND | FAL | FAL | GEL | GEL | RUD | RUD | MAN | MAN | Punti |
| ---- | ------------------------------ | --- | --- | --- | --- | --- | --- | --- | --- | --- | --- | --- | --- | ----- |
| 1    | PWR Racing - SEAT Dealer Team  | 1   | 2   | 2   | 2   | 1   | 6   | 1   | 5   | 2   | 3   | 3   | 2   | 358   |
| 1    | PWR Racing - SEAT Dealer Team  | 2   | 5   | 3   | 19  | 3   | 10  | 5   | 7   | 3   | 5   | 5   | Rit | 358   |
| 2    | Volkswagen Dealer Team BAUHAUS | 4   | 3   | 5   | 4   | 2   | 5   | 3   | 3   | 1   | 1   | 1   | 5   | 239   |
| 2    | Volkswagen Dealer Team BAUHAUS | 7   | 7   | 11  | 9   | 13  | 16  | 11  | 12  | 5   | 12  | Rit | 8   | 239   |
| 3    | Lestrup Racing Team            | 6   | 1   | 6   | 5   | 4   | 4   | 4   | 4   | 6   | 2   | 2   | 4   | 196   |
| 3    | Lestrup Racing Team            | 8   | 15  | 10  | 10  | Rit | 8   | 8   | 8   | 9   | 9   | 6   | Rit | 196   |
| 4    | WestCoast Racing               | 5   | 4   | 7   | 3   | 5   | 2   | 7   | 13  | 7   | 8   | 4   | 6   | 124   |
| 4    | WestCoast Racing               | 13  | 16  | 9   | 8   | 10  | 11  | 14  | 14  |     |     | 14  | 10  | 124   |
| 5    | Brink Motorsport               | 17  | 6   | 16  | 1   | 8   | 3   | 6   | 6   | 8   | 10  | 11  | 1   | 123   |
| 5    | Brink Motorsport               | Rit | 9   | 17  | 6   | 9   | Rit | 9   | 9   | 11  | 11  | 13  | 16  | 123   |
| 6    | SEAT Dealer Team - PWR Racing  | 3   | 17  | 1   | 7   | 7   | 7   | 2   | 1   | 4   | 4   | 9   | Rit | 120   |
| 6    | SEAT Dealer Team - PWR Racing  | 11  | 18  | 8   | Rit | 12  | 9   | Rit | 11  | 15  | 16  | 10  | 12  | 120   |
| 7    | Honda Racing Sweden            | 10  | 10  | 4   | Rit | 6   | 1   | 10  | 2   | 13  | 6   | 8   | 3   | 95    |
| 8    | Micke Kågered Racing           | 9   | 8   | 17  | 12  | 11  | Rit | 12  | 10  | 10  | 7   | 7   | 7   | 31    |
| 8    | Micke Kågered Racing           | 14  | Rit | Rit | 15  |     |     | 13  | Rit |     |     | 12  | 13  | 31    |
| 9    | Brovallen Design               | 16  | 12  | 19  | 18  | Rit | 13  | 19  | 18  | 14  | 14  | 19  | 11  | 1     |
| 9    | Brovallen Design               |     |     |     |     |     |     |     |     |     |     | 20  | 18  | 1     |
| 10   | Experion Racing Team           | Rit | NP  | 13  | 13  | 15  | 14  | 18  | 15  | Rit | 17  | 16  | 17  | 0     |
| 11   | LMS Racing                     | 18  | 13  |     |     | Rit | NP  | 16  | Rit | 16  | 15  | 15  | Rit | 0     |
| 18   | PWR Racing - Customer Team     | 15  | 14  | 18  | 17  | 16  | 15  | 20  | 17  |     |     | 18  | 14  | 0     |
| Pos. | Scuderia                       | KNU | KNU | AND | AND | FAL | FAL | GEL | GEL | RUD | RUD | MAN | MAN | Punti |

| Colore  | Risultato             |
| ------- | --------------------- |
| Oro     | Vincitore             |
| Argento | 2º posto              |
| Bronzo  | 3º posto              |
| Verde   | Finito a punti        |
| Blu     | Finito senza punti    |
| Viola   | Ritirato (Rit)        |
| Viola   | Non classificato (NC) |
| Rosso   | Non qualificato (NQ)  |
| Nero    | Squalificato (SQ)     |
| Bianco  | Non partito (NP)      |
| Bianco  | Non ha gareggiato     |
| Bianco  | Infortunato (INF)     |
| Bianco  | Escluso (ES)          |
| Bianco  | Gara cancellata (C)   |